# De que te vale fingir
De que te vale fingir es una canción y el primer sencillo oficial perteneciente al decimoquinto álbum Espejos del alma de la cantante y compositora mexicana Yuri. El tema fue escrito por Manuel Pacheco junto con Rosa Salcedo y publicada bajo el sello discográfico Columbia y Sony International Music en julio de 1995.

## Promoción
La canción también la interpretó en el reality Yo Soy del canal chileno Chilevisión esto en 2021.

## Lista de canciones

### CD - Promo[6]
| De Que Te Vale Fingir — Single |                                            |          |  |
| N.º                            | Título                                     | Duración |  |
| 1.                             | «De Que Te Vale Fingir (Versión ranchera)» | 4:26     |  |

## Posiciones en las listas
| Listas                                   | Posición |
| ---------------------------------------- | -------- |
| Estados Unidos Billboard Hot Latin Songs | 20       |
| México (Top 100)                         | 6        |